# Bauer (achternaam)
Bauer is een Duitstalige achternaam en betekent 'boer'.

## Naamdragers
- Bruno Bauer (1809-1882), Duits denker
- Christian Bauer (1977), Frans schaker
- Erwin Bauer (1912-1958), Duits autocoureur
- Ferdinand Bauer (1760-1826), Oostenrijks illustrator
- Frans Bauer (1973), Nederlands zanger
- Gérard Bauer (1907-2000), Zwitsers diplomaat
- Gustav Bauer (1870-1944), Duits rijkskanselier
- Jaime Lyn Bauer (1949), Amerikaans acteur
- Johan Heinrich Conrad Bauer (1789–1836), Nederlands luitenant-kolonel
- John Bauer (1882-1918), Zweeds illustrator
- José Carlos Bauer (1925-2007), Braziliaans voetballer
- Klemen Bauer (1986), Sloveens biatleet
- Marius Bauer (1867-1932), Nederlands kunstschilder
- Monique Bauer-Lagier (1922-2006), Zwitsers onderwijzeres, feministe en politica
- Philippe Bauer (1962), Zwitsers politicus
- Steve Bauer (1959), Canadees wielrenner
- Steven Bauer (1956), Cubaans-Amerikaans acteur
- Rob Bauer (1962), Nederlands luitenant-admiraal
- Willem Cornelis Bauer (1862-1904), Nederlands architect

### Personages
- familie Bauer, personages uit de televisieserie 24